# Mauthausen Komitee Österreich
Das Mauthausen Komitee Österreich (kurz: MKÖ) wurde am 15. Dezember 1997 vom Österreichischen Gewerkschaftsbund und von der Österreichischen Bischofskonferenz mit dem Bundesverband der Israelitischen Kultusgemeinden Österreichs als Partner in Form eines Vereins als Nachfolgeorganisation der Österreichischen Lagergemeinschaft Mauthausen gegründet. Das MKÖ ist ein gemeinnütziger Verein, der seine Tätigkeit in überparteilichem Sinn ausübt.
Das MKÖ hat seinen Sitz in der Wiener Leopoldstadt, Obere Donaustraße 97–99.
Das Gedenken an die Opfer der Verbrechen des NS-Regimes, insbesondere jene, die im KZ Mauthausen und in den Außenlagern gefangen gehalten wurden, die engagierte antifaschistische und antirassistische Arbeit mit jungen Menschen sowie die Arbeit gegen Rechtsextremismus bilden den Schwerpunkt der Aktivitäten des Mauthausen Komitee Österreich (MKÖ).

## Definition
Das MKÖ, das seine Ursprünge in Oberösterreich hat, wo bereits jahrzehntelang Gedenkarbeit geleistet wurde, ist seit seiner Gründung österreichweit tätig. Verstärktes Engagement gilt der Jugendarbeit, mit dem Ziel, junge Menschen für die vom MKÖ vertretenen Werte – eine freie und demokratische Gesellschaft und die Wahrung der Menschenrechte – zu sensibilisieren und sie dabei zu unterstützen, sich kritisch mit Vergangenheit und Gegenwart auseinanderzusetzen.
Im Jahr 2000 bestimmte die Österreichische Lagergemeinschaft Mauthausen das MKÖ zu ihrer offiziellen Nachfolgeorganisation. Das MKÖ verpflichtete sich damit, das Vermächtnis der ehemaligen KZ-Häftlinge zu bewahren und weiter zu tragen.
Die Ziele des MKÖ
Das MKÖ tritt ein für eine freie und demokratische Gesellschaft und für die Wahrung der Menschenrechte aller, unabhängig von Staatsangehörigkeit, politischer Gesinnung und Religion, insbesondere für den Schutz der Minderheiten. Das Komitee richtet sich gegen alle Arten von Faschismus, Rassismus, Rechtsextremismus, Chauvinismus sowie Antisemitismus und
trägt Sorge um die Erhaltung und die wissenschaftliche und pädagogische Betreuung des ehemaligen Konzentrationslagers Mauthausen und seiner Außenlager.

## Arbeit
Das Vermächtnis der Überlebenden des KZ-Mauthausen und seiner Außenlager bildet die Grundlage aller Aktivitäten und Projekte des Mauthausen Komitees Österreich. Neben der Gedenkarbeit an die Opfer der Verbrechen des NS-Regimes, insbesondere jene, die im KZ Mauthausen und in den Außenlagern gefangen gehalten wurden, sind Aktivitäten gegen Rechtsextremismus sowie die Wissensvermittlung und antifaschistische und antirassistische Arbeit weitere wichtige Schwerpunkte. Das Mauthausen Komitee Österreich widmet sich in vielfältiger Weise dem Gedenken und der Aufarbeitung der Ereignisse im NS-Konzentrationslager Mauthausen.

### Befreiungs- und Gedenkfeiern
Rund um den Jahrestag der Befreiung des KZ Mauthausen, den 5. Mai, veranstaltet das MKÖ alljährlich eine Befreiungsfeier, an der Tausende Menschen aus ganz Europa teilnehmen. Neben der Befreiungsfeier in Mauthausen gibt es jedes Jahr eine Vielzahl an Gedenkveranstaltungen an Orten ehemaliger Außenlager des KZ-Mauthausen und anderen Orten nationalsozialistischen Terrors in ganz Österreich. Das MKÖ unterstützt diese Veranstaltungen nicht nur organisatorisch, sondern auch finanziell.

### Fest der Freude
Seit 2013 veranstaltet das Mauthausen Komitee Österreich in Kooperation mit der Israelitischen Kultusgemeinde, dem Verein Gedenkdienst, dem Dokumentationsarchiv des österreichischen Widerstandes sowie der österreichischen Bundesregierung und der Stadt Wien am 8. Mai das „Fest der Freude“ am Wiener Heldenplatz zum Tag der Befreiung von der nationalsozialistischen Herrschaft.

### Angebote für junge Menschen
Speziell auf die jeweilige Gruppe abgestimmte Begleitungen durch die KZ-Gedenkstätte Mauthausen sowie an 23 Orten ehemaliger Außenlager des KZ Mauthausen vermitteln nicht nur eines der einschneidendsten und dunkelsten Kapitel der Geschichte, sie gehen auch auf die Bedeutung der historischen Ereignisse für das Heute und für das Leben der jungen Generation ein.
Noch eindeutiger mit den Herausforderungen der heutigen Gesellschaft, jedoch mit Bezugnahme auf die Geschichte beschäftigen sich die Angebote „Zivilcourage trainieren“, der Workshop „Wir sind alle“, der Workshop „Prävention und Sensibilisierung für Jugendliche gegen Extremismus“ und die thematischen Rundgänge „denk mal wien“.

### Forschung
Neben Projekten zur Erforschung der Geschichte des KZ-Mauthausen und seiner Außenlager veranstaltet das MKÖ in regelmäßigen Abständen internationale Symposien, die die Thematik auch einem nicht-akademischen Publikum nahebringen. Lokalgruppen des Mauthausen Komitees führen zusätzlich Forschungsprojekte auf lokaler und regionaler Ebene durch, die sich – ergänzend zu den Opfern des KZ Mauthausen und seiner Außenlager – auch mit den Schicksalen von Opfern des Nationalsozialismus aus der Wohnbevölkerung der Orte der Außenlager auseinandersetzen. 

### Publikationen
Die Schriftenreihe „edition mauthausen“ widmet sich in erster Linie der Aufarbeitung der historischen Ereignisse und stellt vor allem die Menschen in den Mittelpunkt, die Unvorstellbares im KZ Mauthausen ertragen mussten. Das Buch Rechtsextrem bietet allgemeingültige Hintergründe zu rechtsextremen Jugendkulturen und liefert Informationen zu rechtsextremer Musik, Kleidung, Symbolen, zu Codes, Begriffen und Abkürzungen sowie rechtsextremen Organisationen und Bewegungen.

### Kulturveranstaltungen
Zu den Ereignissen rund um das KZ Mauthausen und seiner Bedeutung für Österreichs Vergangenheit und Gegenwart finden kulturelle Veranstaltungen statt.

### Social Media
Zusätzlich zu regulären Video-, Foto und Textbeiträgen wurde ab Herbst 2022 mit den Formaten Reels, Storys und Youtube-Short-Videos gearbeitet. Die Social-Media-Kanäle bilden auch die Plattform für das jährliche „Virtuelle Gedenken“.
Das „Comité International de Mauthausen“ ist eine Partnerorganisation des Mauthausen Komitees Österreich.
Mehr als 100 lokale Initiativen arbeiten im Netzwerk des Mauthausen Komitee Österreich gemeinsam für ein „Niemals wieder“ und organisieren jedes Jahr Gedenk- und Befreiungsfeiern.
Eine eigene Meldestelle des MKÖ für Rechtsextremismus dokumentiert und meldet rechtsextreme Vorfälle. Zahlreiche Broschüren und Publikationen informieren über rechtsextreme Umtriebe.

## Leitung
Geschäftsführerin ist seit 2014 Christa Bauer (Stand: April 2025).

### Vorstand
Der Vorstand besteht aus folgenden Personen (Stand: Jänner 2025):
- Willi Mernyi, Vorsitzender
- Josef Pumberger, Finanzreferent

- Mario Roitmair, Vorstandsmitglied
- Martin Kranzl-Greinecker, Vorstandsmitglied
- Jürgen Gangoly, Regionalkoordinator MKÖ Ost
- Manfred Morokutti, Vorstandsmitglied
- Nikolina Franjkic, Vorstandsmitglied
- Lutz Popper, Bundeslandkoordinator Burgenland
- Klaus Pachner, Vorstandsmitglied
- Tobias Kirschner, Vorstandsmitglied
- Raimund Fastenbauer, Vorstandsmitglied
- Benjamin Nägele, Vorstandsmitglied
- Robert Eiter, Vorstandsmitglied

### Kuratorium
Das Kuratorium besteht aus folgenden Personen des öffentlichen Lebens (Stand: Jänner 2025):
- Erzbischof Franz Lackner, Vorsitzender der Österreichischen Bischofskonferenz der römisch-katholischen Kirche
- Wolfgang Katzian, Präsident des Österreichischen Gewerkschaftsbundes
- Oskar Deutsch, Präsident der Israelitischen Kultusgemeinde Wien
- Katja Sturm-Schnabl, Vertreterin des Slowenischen Kulturverbandes
- Wolfgang J. Bandion, Österreichische Lagergemeinschaft Mauthausen
- Christian Klippl, Obmann des Kulturvereins österreichischer Roma
- Gerald Netzl, Bund sozialdemokratischer FreiheitskämpferInnen, Opfer des Faschismus und aktiver AntifaschistInnen
- Gerhard Kastelic, Sprecher der Opferverbände, ÖVP Kameradschaft der politisch Verfolgten und Bekenner für Österreich
- Willibald Kalcher, KZ-Verband – Bundesverband Österreichischer AntifaschistInnen, WiderstandskämpferInnen und Opfer des Faschismus
- Albert Dlabaja, Obmann der Österreichischen KZ-Vereinigung Buchenwald
- Markus Steup, Vorstand der Homosexuellen Initiative (HOSI)
- Rudolf Prokschi, Vorsitzender des Ökumenischen Rates der Kirchen in Österreich
- Erzbischof Arsenios Kardamakis, Griechisch-orthodoxer Metropolit von Austria
- Bischofsvikar Nicolae Dura, Rumänisch-Orthodoxe Kirche
- Bischof Michael Chalupka, Evangelische Kirche A.B. in Österreich
- Oberkirchenrat Richard Schreiber, Evangelische Kirche H.B. in Österreich
- Superintendent Stefan Schröckenfuchs, Evangelisch-methodistische Kirche in Österreich
- Renate Anderl, Präsidentin der Arbeiterkammer Wien und der Bundesarbeitskammer (BAK)
- Michael Ludwig, Bürgermeister und Landeshauptmann von Wien
- Franz Vranitzky, Bundeskanzler a. D.
- Heinz Fischer, Bundespräsident a. D.
- Alois Stöger, Abgeordneter zum Nationalrat
- Andreas Kranebitter, wissenschaftlicher Leiter des Dokumentationsarchivs des Österreichischen Widerstands (DÖW)
- Hannah M. Lessing, Generalsekretärin des Nationalfonds der Republik Österreich für Opfer des Nationalsozialismus
- Julian Christian, Bundesjugendvertretung

## Österreichische Lagergemeinschaft Mauthausen
Das Mauthausen Komitee Österreich (MKÖ) ist die Nachfolgeorganisation der Österreichischen Lagergemeinschaft Mauthausen (ÖLM), in der die österreichischen Überlebenden des KZ-Mauthausen vereint waren. Waren diese nach der Befreiung innerhalb des KZ-Verbands als Gruppe organisiert, wurde die ÖLM mit 11. September 1964 als eigenständiger Verein gegründet.
Vorsitzender in Personalunion mit dem Mauthausen Komitee Österreich ist Willi Mernyi, Vorsitzender-Stellvertreter sind Albert Langanke und Josef Pumberger. Die weiteren Vorstandsmitglieder sind Wolfgang Bandion, Ruth Steiner und Fritz Käferböck-Stelzer.

## Publikationen
- Rudolf Kropf, Andreas Baumgartner: „Man hat halt mit dem leben müssen“. Nebenlager des KZ-Mauthausen in der Wahrnehmung der Lokalbevölkerung. (PDF; 684 kB) Endbericht eines Forschungsprojektes des Mauthausen Komitee Österreich. Wien 2002.
- Seit 2006: Schriftenreihe edition Mauthausen.[7][8]
- Christa Bauer, Willi Mernyi: Rechtsextrem – Symbole – Codes – Musik – Gesetze – Organisationen. 5. aktualisierte Auflage. ÖGB-Verlag, Wien 2020, ISBN 978-3-99046-448-9 (Erstauflage: 2010, ISBN 978-3-7035-1433-3).[9]

## Auszeichnungen
- 2012: Demokratiepreis der Margaretha Lupac-Stiftung für Parlamentarismus und Demokratie.[10]
- 11. Dezember 2013: Karl-Renner-Preis der Stadt Wien. Die Auszeichnung wurde dem MKÖ von Stadtrat Andreas Mailath-Pokorny gemeinsam mit Gedenkdienst-Gründer Andreas Maislinger und der ORF-Mitarbeiterin Irene Suchy übergeben. Die Laudatio hielt der Historiker Oliver Rathkolb.
- 2014 Europäischer Bürgerpreis des Europäischen Parlaments